# Madeleine Malonga
Pour les articles homonymes, voir Malonga.
Madeleine Malonga, née le 25 décembre 1993 à Soisy-sous-Montmorency, est une judokate française licenciée à l’Étoile sportive du Blanc-Mesnil depuis 2016. 
Après un titre de championne d'Europe lors de l'édition de 2018, elle remporte l'année suivante une médaille de bronze lors des Jeux européens, puis remporte la même année son premier titre mondial lors de l'édition 2019 de Tokyo. Elle est à nouveau sacrée championne d'Europe en 2020.
Le 29 juillet 2021, elle obtient la médaille d'argent aux Jeux olympiques de Tokyo, battue en finale par Shori Hamada.
Depuis 2019, elle est membre de l'équipe de France Douane.

## Carrière
Madeleine Malonga, qui pratique alors la danse, commence le judo à l’âge de huit ans en accompagnant une copine au club de Chambly où ses parents se sont installés, imitant alors sans le savoir son grand-père, judoka au Congo. Vers 13-14 ans, elle rejoint le pôle espoirs d'Amiens. Après avoir intégré une filière sport-études à 13 ans à Amiens, elle entre à l'INSEP à 16 ans,.  à l’INSEP à 16 ans.
Elle est championne de France en 2014 et 2017 en individuelle, puis par équipe en 2018 avec l'Étoile sportive du Blanc-Mesnil Judo, club qu'elle a rejoint en 2016 après la fermeture du club de Paris-Levallois.
Avec l'équipe de France, elle remporte la médaille d'or par équipes aux Jeux européens de 2015 et la médaille de bronze au championnat d'Europe par équipes 2016.

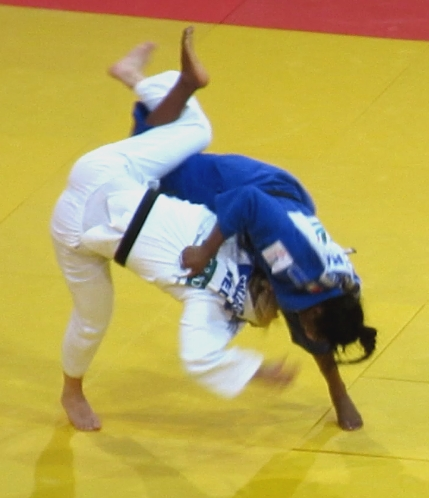
Ippon de Madeleine Malonga sur Karen Stevenson au Grand Slam de Paris 2018.

Aux Championnats d'Europe de judo 2018, elle obtient son premier titre européen face à sa compatriote Audrey Tcheuméo, privant cette dernière d'un quatrième titre européen. Lors de ses premiers mondiaux, lors de l'édition de Bakou, elle termine à la septième place.
En 2019, elle remporte le Grand Slam de Paris face à l'Allemande Luise Malzahn. Lors des Jeux européens de Minsk, elle s'incline en quarts de finale face à cette dernière, puis passe par les repêchages pour remporter une médaille de bronze en battant Marhinde Verkerk. Elle figure dans le groupe qui participe à la compétition par équipes, l'équipe de France s'inclinant en quart de finale face au Portugal pour remporter ensuite la médaille de bronze.
Le 30 août 2019, lors des championnats du monde de judo 2019 à Tokyo, Madeleine Malonga est sacrée championne du monde dans la catégorie de moins de 78 kg pour la première fois, en battant la Japonaise Shori Hamada, tenante du titre, par ippon en finale. Elle fait partie de l'équipe de France qui remporte la médaille d'argent, où la France est battue par le Japon.
Elle est médaillée d'or lors des championnats d'Europe de judo 2020 à Prague, en battant en finale l'Allemande Luise Malzahn.
Aux Championnats du monde de judo 2021 à Budapest, elle s'incline en finale contre l'Allemande Anna-Maria Wagner.
Elle s'incline en finale du tournoi de la catégorie des moins de 78 kg des Jeux olympiques d'été de 2020 à Tokyo, contre la Japonaise Shori Hamada.
Elle remporte ensuite la médaille de bronze dans la catégorie des moins de 78 kg lors des Championnats d'Europe de judo 2022 à Sofia. Elle entreprend par ailleurs des études d'infirmière.
Dans une étape-clé pour la sélection olympique française, elle remporte une médaille de bronze au Grand slam de Paris, après avoir battu Audrey Tcheuméo dans son parcours. Aux Jeux olympiques de Paris, elle est battue sur ippon au premier combat face à la Portugaise Patricia Sampaio. Sans combattre, elle est néanmoins médaille d'or par équipe.

## Palmarès

### Compétitions internationales
| Année | Compétition           | Lieu      | Résultat | Catégorie      |
| ----- | --------------------- | --------- | -------- | -------------- |
| 2018  | Championnats d'Europe | Tel Aviv  | 1re      | Moins de 78 kg |
| 2019  | Jeux européens        | Minsk     | 3e       | Moins de 78 kg |
| 2019  | Championnats du monde | Tokyo     | 1re      | Moins de 78 kg |
| 2020  | Championnats d'Europe | Prague    | 1re      | Moins de 78 kg |
| 2021  | Championnats du monde | Budapest  | 2e       | Moins de 78 kg |
| 2021  | Jeux olympiques       | Tokyo     | 2e       | Moins de 78 kg |
| 2022  | Championnats d'Europe | Sofia     | 3e       | Moins de 78 kg |
| 2024  | Championnats du monde | Abou Dabi | 3e       | Moins de 78 kg |

| Année | Compétition                   | Lieu  | Résultat |
| ----- | ----------------------------- | ----- | -------- |
| 2015  | Jeux européens                | Bakou | 1re      |
| 2016  | Championnat d'Europe          | Kazan | 3e       |
| 2019  | Jeux européens                | Minsk | 3e       |
| 2019  | Championnats du monde (mixte) | Tokyo | 2e       |
| 2021  | Jeux olympiques               | Tokyo | 1re      |
| 2024  | Jeux olympiques               | Paris | 1re      |

Elle obtient également des podiums lors de compétitions de club
| Année | Compétition    | Lieu     | Résultat | Club              |
| ----- | -------------- | -------- | -------- | ----------------- |
| 2018  | Europa League. | Bucarest | 2e       | ESBM Blanc-Mesnil |

### Masters mondial, Tournois Grand Chelem et Grand Prix
| Année | Compétition     | Lieu              | Résultat | Catégorie      |
| ----- | --------------- | ----------------- | -------- | -------------- |
| 2014  | Grand Chelem    | Paris             | 2e       | Moins de 78 kg |
| 2014  | Grand Chelem    | Bakou             | 1re      | Moins de 78 kg |
| 2015  | Grand Prix      | Samsun            | 1re      | Moins de 78 kg |
| 2015  | Grand Prix      | Tashkent          | 2e       | Moins de 78 kg |
| 2015  | Grand Chelem    | Paris             | 3e       | Moins de 78 kg |
| 2016  | Grand Prix      | Samsun            | 1re      | Moins de 78 kg |
| 2017  | Grand Prix      | Düsseldorf        | 2e       | Moins de 78 kg |
| 2017  | Grand Prix      | Tbilissi          | 3e       | Moins de 78 kg |
| 2017  | Masters mondial | Saint-Pétersbourg | 2e       | Moins de 78 kg |
| 2018  | Grand Chelem    | Paris             | 3e       | Moins de 78 kg |
| 2018  | Grand Prix      | Tbilissi          | 3e       | Moins de 78 kg |
| 2018  | Grand Prix      | Zagreb            | 1re      | Moins de 78 kg |
| 2019  | Grand Chelem    | Paris             | 1re      | Moins de 78 kg |
| 2019  | Grand Chelem    | Bakou             | 3e       | Moins de 78 kg |
| 2019  | Grand Chelem    | Abou Dabi         | 3e       | Moins de 78 kg |
| 2020  | Grand Chelem    | Paris             | 1re      | Moins de 78 kg |
| 2021  | Masters mondial | Doha              | 1re      | Moins de 78 kg |
| 2023  | Grand Chelem    | Tel Aviv          | 2e       | Moins de 78 kg |
| 2023  | Grand Prix      | Linz              | 2e       | Moins de 78 kg |
| 2023  | Grand Chelem    | Astana            | 3e       | Moins de 78 kg |
| 2023  | Masters mondial | Budapest          | 2e       | Moins de 78 kg |
| 2024  | Grand Chelem    | Paris             | 3e       | Moins de 78 kg |
| 2024  | Grand Chelem    | Antalya           | 1re      | Moins de 78 kg |

## Décorations
- Chevalier de la Légion d'honneur (2021)[21]
- Officier de l'ordre national du Mérite (2024)[22]